# 玻璃电极

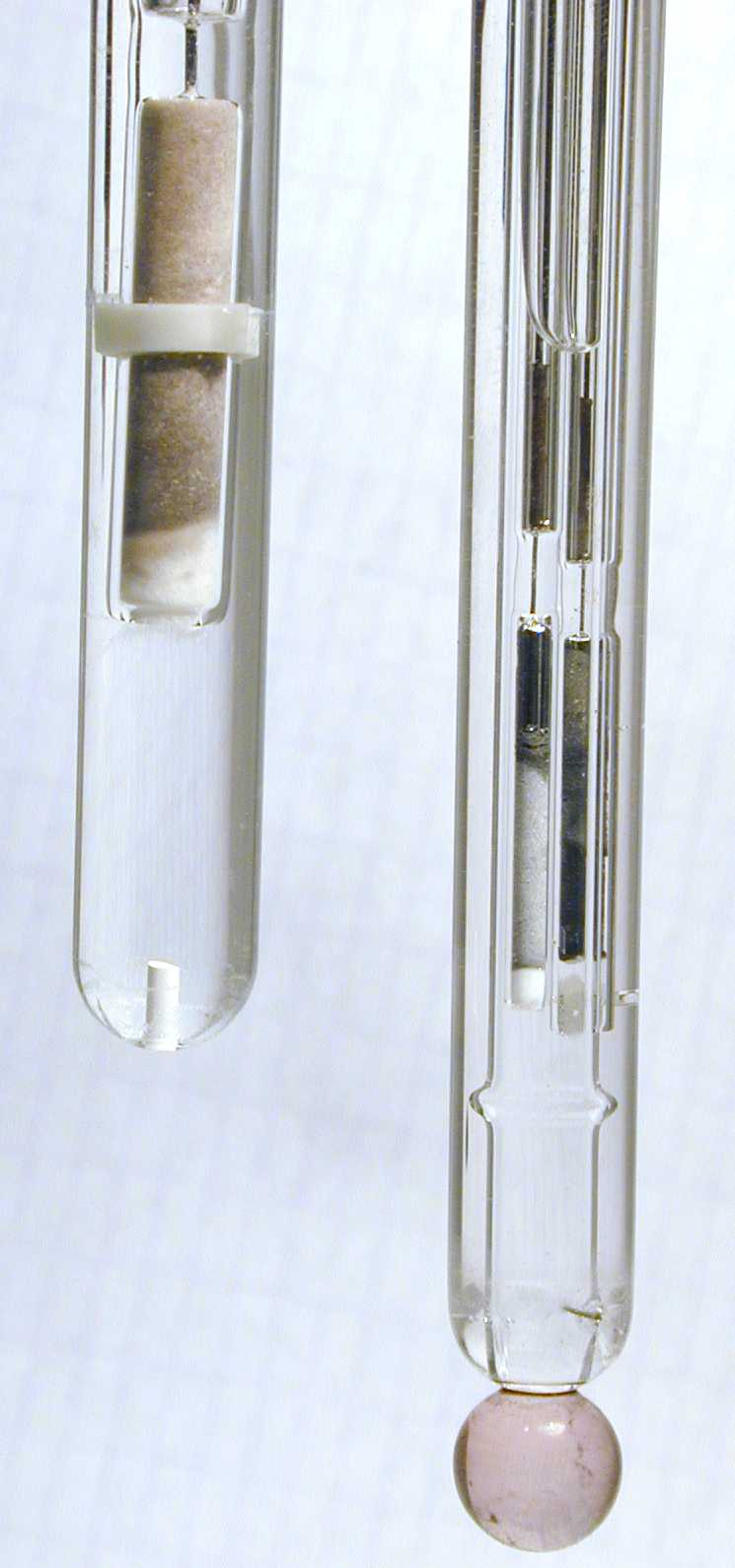
玻璃電極頂端

玻璃电极（英語：Glass electrode）是一种电极，由对特定离子敏感的玻璃膜制成。 玻璃电极最常见的应用是测量pH值。玻璃电极在化学分析和物理化学研究仪器中发挥着重要作用。玻璃电极对特定类型离子的活性变化敏感。